# CoffeeScript
CoffeeScript是一套JavaScript的轉譯語言。受到Ruby、Python與Haskell等語言的啟發，CoffeeScript增強了JavaScript的簡潔性與可讀性。此外，CoffeeScript也新增了更複雜的功能，例如列表推导式、并行赋值等。一般來說，CoffeeScript可以在不影響執行效能的情況下，縮短約三分之一的程式碼長度。
CoffeeScript支持包含在了Ruby on Rails版本3.1和Play Framework之中。在2011年，JavaScript主要創造者布蘭登·艾克声称CoffeeScript影响了他对JavaScript未来的思考。

## 歷史
2009年12月3日，Jeremy Ashkenas在Git上對CoffeeScript做出了第一筆提交:「神秘語言最初的提交。（initial commit of the mystery language.）」當時的編譯器由Ruby語言所寫成。在同年12月24日，Ashkenas做出了第一個上標籤與歸檔的版本－0.1.0。2010年2月21日，他釋出了0.5版，此版本將原先由Ruby撰寫的編譯器改寫為純CoffeeScript撰寫。當時吸引了GitHub上的許多貢獻者，每日約有300人次造訪該專案的頁面。2010年12月24日，Askenas釋出了1.0.0穩定版本，並在Hacker News上發表。Hacker News也是當時此專案第一次發表的網站。

## 語法
許多JavaScript的陳述句皆可在CoffeeScript中視為表達式。例如，if, switch與for等。這些控制陳述句也有後綴的版本。
CoffeeScript的一般原則，是可以省略許多不必要的括號和大括號，可以使用縮排來取代。可以以隱喻方式呼叫函數（在JavaScript中呼叫函數所需的括號可以被省略），物件文字通常可以自動偵測。

## 範例
一個使用jQuery的普通JavaScript程式碼如下：
```
$
(
document
).
ready
(
function
()
 
{

  
// 這裡是初始化的程式碼

});

```

或可以更省略：
```
$
(
function
()
 
{

  
// 這裡是初始化的程式碼

});

```

在CoffeeScript裡，function關鍵字可用->符號來取代，結尾的分號也可用縮排來表示，如同Python、Haskell等縮排語言的越位规则一樣。此外，大括號通常也可以省略。因此上述的程式碼在CoffeeScript中可寫成如下的形式。
```
$
(
document
)
.
ready
 
->

  
# 這裡是初始化的程式碼

```

或
```
(
$
 
document
)
.
ready
 
->

  
# 這裡是初始化的程式碼

```

又或者
```
$
 
->

  
# 這裡是初始化的程式碼

```

## 編譯
CoffeeScript的編譯器在0.5版本之後由CoffeeScript本身寫成，為Node.js裡的一個工具程式。但核心程式碼並不依賴Node.js，且可直接在任何支援JavaScript的環境中使用。此外，可以使用Coffee Maven Plugin作為Node.js之外的替代方案，這是Apache Maven建置工具的外掛，由Rhino JavaScript引擎並以Java語言寫成。
在CoffeeScript.org官方網站的選單上有「Try CoffeeScript」按鈕，可以讓使用者直接輸入CoffeeScript程式碼並直接在瀏覽器上編譯成JavaScript。另外一個網站「jscoffee」提供雙向轉譯的功能。

## 引用資料
1. ↑  . 2022年4月24日  [2022年8月9日].
2. ↑  https://registry.npmjs.com/coffeescript; 检索日期: 2023年3月1日.
3. 1 2 3 4  The Changelog. Episode 0.2.9 - CoffeeScript with Jeremy Ashkenas （页面存档备份，存于）, July 23, 2010
4. ↑  Heller, Martin. . JavaWorld (InfoWorld). 18 October 2011  [2012-02-09]. （原始内容存档于2012-02-10）.
5. ↑  .   [2012-04-28]. （原始内容存档于2021-06-04）.
6. ↑  Read Write Hack. Interview with Jeremy Ashkenas （页面存档备份，存于）, Jan 7, 2011
7. ↑  Josh Peek. . April 13, 2011  [2020-09-18]. （原始内容存档于2013-11-07）.
8. ↑  . www.playframework.com.   [2016-10-31]. （原始内容存档于2017-09-09）.
9. ↑  Eich, Brendan. "Harmony of My Dreams （页面存档备份，存于）"
10. ↑  Eich, Brendan. "My JSConf.US Presentation （页面存档备份，存于）"
11. ↑  Github. 'initial commit of the mystery language' （页面存档备份，存于）
12. ↑  Hacker News. CoffeeScript 1.0.0 announcement （页面存档备份，存于） posted by Jeremy Ashkenas on Dec 24, 2010
13. ↑  Hacker News. Original CoffeeScript announcement （页面存档备份，存于） posted by Jeremy Ashkenas on Dec 24, 2009
14. ↑  .   [2012-04-28]. （原始内容存档于2009-12-27）.
15. ↑  .   [2012-04-28]. （原始内容存档于2016-01-31）.
16. ↑  . GitHub. js2coffee. 2022-11-08  [2022-11-18]. （原始内容存档于2022-11-18）.

## 外部連結
- 官方网站
- 中国官网（页面存档备份，存于）
- GitHub專案（页面存档备份，存于）

教學文件
- 中文文档（页面存档备份，存于）
- CoffeeScript Cookbook
- The Little Book on CoffeeScript（页面存档备份，存于）（簡體中文版）
- Smooth CoffeeScript（页面存档备份，存于）